# 뉴 월드 (2005년 영화)
뉴 월드(영어: The New World)는 2005년 공개된 미국 영화이다. 테런스 맬릭이 감독했고 각본을 썼다. 콜린 패럴, 코리안카 킬처, 크리스토퍼 플러머, 크리스천 베일 등이 출연했다. 포카혼타스와 존 스미스 선장의 이야기를 다룬 역사물이다.

## 배역
- 콜린 패럴 - 존 스미스 선장
- 코리안카 킬처 - 포카혼타스
- 크리스토퍼 플러머 - 크리스토퍼 뉴포트 선장
- 크리스천 베일 - 존 롤프
- 오거스트 셸런버그 - 포와탄
- 웨스 스투디
- 데이비드 슐리스
- 요릭 판바헤닝언
- 벤 멘델슨
- 라울 트루히요
- 브라이언 F. 오번

## 한국판 성우진
- 신용우 - 존 스미스 선장 (콜린 패럴)

- 김민성 - 포카혼타스 (코리안카 킬처)
- 민경식 - 크리스토퍼 뉴포트 선장 (크리스토퍼 플러머)
- 윤동기 - 존 롤프 (크리스천 베일)
- 김정주 - 포와탄 (오거스트 셸런버그)